# Paghman
Paghman is een stad in de provincie Kabul, in het oosten van Afghanistan. De bevolking werd in 2015 geschat op 143.000 inwoners.

## Geboren
- Amanoellah Khan (1892-1960), emir/koning van Afghanistan
- Hafizullah Amin (1929-1979), president van Afghanistan (1979)